# الحرية المتقاربة

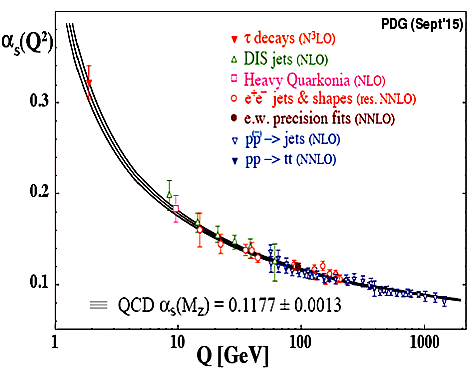
تطور الاقتران "الثابت" لـQCD (تفاعل قوي) كدالة للطاقة Q.

في فيزياء الجسيمات، تعتبر الحرية المتقاربة خاصية لبعض نظريات المقاييس التي تجعل التفاعلات بين الجسيمات تصبح أضعف بشكل شبه مقرب كلما زاد مقياس الطاقة وخفض مقياس الطول المقابل.
الحرية التقاربية هي سمة من سمات الكروموديناميكا الكمومية، ونظرية الحقل الكمي للتفاعل القوي بين الكواركات والغلوونات، وهي المكونات الأساسية للمادة النووية. تتفاعل الكواركات بشكل ضعيف مع الطاقات العالية، مما يسمح بالحسابات المضطربة. عند طاقات منخفضة يصبح التفاعل قويًا، مما يؤدي إلى حبس الكواركات والغلوونات داخل الهادرونات المركبة.
تم اكتشاف الحرية التقاربية للكروموديناميكا الكمومية في عام 1973 بواسطة دايفيد غروس وفرانك ويلكزك، وبشكل مستقل من قبل هيو دايفيد بولتيزر في نفس العام. في هذا العمل حصل ثلاثتهم على جائزة نوبل عام 2004 في الفيزياء.